# Loréna
A Loréna olasz eredetű női név, jelentése lotaringiai.

## Gyakorisága
Az 1990-es években szórványos név, a 2000-es években nem szerepel a 100 leggyakoribb női név között.
Főként az olasz Toszkánában használatos, a Habsburg-Lotaringiai uralkodócsalád iránti tiszteletből.

## Névnapok
- október 8.[2]

## Alakváltozatok
- Lorena (olasz, portugál és spanyol)
- Lorraine (angol és francia)

## Híres Lorénák
- Lorena Rojas színésznő